# Baisan Monpon
Baisan Monpon (梅山 聞本, ? - 1417) est un moine zen Sōtō. Il reçoit sa transmission dharma de Gasan Jōseki et l'école Sōtō le considère comme un patriarche. Il est l'auteur du Zenkai-ron (Traité sur les préceptes Zen).
Son disciple Jochū Tengin (如仲天誾), qui a fondé Akiba Souhonden Kasuisai en 1394, le suit dans la lignée des patriarches. Parmi ses autres disciples on compte Taisho (太初継覚) et Ketsudo Nōshō (傑堂 能勝), qui ont fondé le temple Kōun-ji en 1394.

## Source
- 竹内 弘道 (Takeuchi, Kodo). 「梅山聞本の考察」 "A Study of Baisan Monpon". 『曹洞宗研究員研究紀要 19 (July 1987). ISSN 0287-1572